# Friedrich Spanheim
Friedrich Spanheim (Amberg, 1 de enero de 1600-Leiden, 14 de mayo de 1649), conocido como «el viejo» para distinguirlo de su hijo de mismo nombre, fue un profesor, teólogo calvinista y escritor de Baviera, Alemania.

## Biografía
Spanheim era un nativo del Alto Palatinado, Baviera, quien fue profesor de teología en Ginebra y después en Leiden, y fue uno de los más eruditos y laboriosos hombres del siglo XVII y pocos de sus contemporáneos contribuyeron más al avance de genuino aprendizaje y conocimientos provechosos, con lo cual ascendió por la instrucción privada, por los discursos públicos desde su silla de profesor y el púlpito, y por la correspondencia con los eruditos de la mayor parte de Europa.  
Las corteses maneras de Spanheim le hubieran llevado a la Corte y sus conocimientos del mundo le hubieran cualificado para los más considerables empleos de Estado, y estuvo en 1625 varios meses en Inglaterra, y uno de sus hijos fue embajador en la corte de Inglaterra durante el reinado de Guillermo III de Inglaterra, mientras que su hija Anne fue una distinguida erudita.
Entre sus obras destaca, en el ámbito teológico, la obra de crítica o interpretación de la Biblia, Dubia evangelica, y una de las más acabadas oraciones es la arenga en el funeral de Federico Enrique de Orange-Nassau. Escribió también obras de apologética, epístolas, memorias sobre la consorte del elector palatino Federico IV, Luisa Juliana, historia de Suiza, del soldado de Suecia en la guerra de los treinta años y de Gustavo II Adolfo de Suecia.

## Obras
- Disputationum theologicarum miscellanearum, Alexandria, 2006.
- Les Césars de Julien avec plus de 300 medailles et autres anciens monuments, Ámsterdam, 1728.
- Controversiarum de religione...., Baasilae, 1719.
- Dissertationum historici argumenti quaternio, 1679.
- Dubia evangelica in tres partes distributa, Genevae, 1655-58, 3 vols.
- Vindiciarum pro exercitationibus...., Ámsterdam, 1649.
- Epístola,...., Lugduni Batavorum, 1648.
- Exercitationes de gratia universalis, Leyde, 1646.
- Englands vvarning by Germanies vvoe:...., London, 1646.
- Epístola ad nobilissimum virum:....., Londini, 1645.
- Memories sur la vie & la mort de la serenissime princess Loyse Juliane:..., Leyden, 1645.
- Le soldat suedois:..., Rouen, 1642.
- Dubiorum evangelicorum, Genevae, 1639, 3 vols.
- Le Mercure suisse, Geneve, 1634.
- Il soldato suezzese: historia della guerra tra Ferdinando II, imperatore, e Gustavo Adolfo, re de Suetia, Venetia, 1634.